# Versalis

Logo societario precedente

La Versalis S.p.A. è una società del gruppo Eni impegnata nei settori della petrolchimica (chimica di base, intermedi, polietilene, stirenici ed elastomeri) e della chimica da fonti rinnovabili.
È il leader italiano del comparto.
A partire dal 1º febbraio 2021, il Presidente Marco Petracchini ha sostituito Erika Mandraffino. Adriano Alfani è Amministratore Delegato di Versalis dal 1º gennaio 2021. Succede a Daniele Ferrari che ha ricoperto tale carica dal 2011 al 2020.

## Storia

Vecchio logo Polimeri Europa

### Origini
Nata come Polimeri Europa, ha ricevuto da Syndial S.p.A., le attività relative alla produzione di elastomeri e stirenici.
Nell'ambito di un progetto di rilancio e di internazionalizzazione del gruppo, il 5 aprile 2012 diventa Versalis S.p.A., concentrandosi su 4 settori: stirenici, polietileni, fenoli e derivati, elastomeri.
Il 18 ottobre 2023, Adriano Alfani,, amministratore delegato dell'azienda del  Gruppo ENI annuncia di aver completato il closing per l’acquisizione del 100% di Novamont; Catia Bastioli, fondatrice dell'azienda, viene nominata Presidente.

### Le produzioni
Alla base delle produzioni di Versalis ci sono prodotti della chimica di base e intermedi. In particolare, vengono prodotti e commercializzati i principali monomeri di base derivanti dal processo di cracking e destinati a importanti impieghi industriali, come ad esempio quello della produzione delle materie plastiche più diffuse e delle gomme sintetiche: polietilene e polimeri stirenici ed elastomeri. Oltre a questi componenti di base si aggiunge un ricco portafoglio di altri prodotti quali il fenolo, l’acetone, il cicloesanone, il toluene, raffinato1, butene1, resina C9, ecc., che vengono utilizzati in applicazioni nell’ambito delle plastiche, delle gomme, delle fibre, dei solventi, degli adesivi, delle resine, delle miscele di carburanti e dei lubrificanti.
Il settore degli intermedi comprende prodotti come: etilene, propilene, butadiene, benzene ed etilbenzene, cumene, fenolo e derivati, acetone, toluene, pseudocumene, ciclopentano e diclopentadiene. 
La gamma Versalis degli elastomeri include: europrene intol, europrene Sol, europrene Sol B, europrene Sol R, europrene HS, intene, europrene Neocis, europrene Sol T, dutral, europrene N, europrene N Ozo, intex ed europrene latice. Gli elastomeri prodotti da Versalis trovano applicazione in diversi settori, ad esempio: pneumatici, calzature, adesivi, componenti per edilizia, tubi, cavi elettrici, componenti e guarnizioni per auto, elettrodomestici; modificanti materie plastiche e bitumi, additivi per oli lubrificanti (elastomeri solidi); sottofondo tappeti, patinatura della carta, schiuma stampata (lattici sintetici).
Il settore del polietilene ha le seguenti produzioni: riblene, clearflex, flexirene, eraclene, greenflex. Il polietilene è la più comune tra le materie plastiche. Tra le applicazioni del polietilene di Versalis troviamo la produzione di pellicole per imballaggio alimentare e industriale, flaconi, contenitori industriali, ma anche serbatoi per auto, pannelli solari, protesi mediche e smart packaging.
Il settore degli stirenici ha infine questa gamma: edistir, extir, sinkral, kostil e koblend. Le applicazioni degli stirenici di Versalis sono varie: imballaggi industriali e per alimenti, elettrodomestici, isolanti per edilizia, apparecchiature elettriche ed elettroniche, casalinghi, componenti per auto, giocattoli.
I principali stabilimenti produttivi sono: Priolo Gargallo, Brindisi, Ferrara, Mantova, Porto Marghera, Porto Torres, Ragusa, Ravenna, Crescentino, Dunkerque, Shaszalombatta, Oberhausen, Grangemouth.
Versalis ha 5 centri di ricerca situati a Mantova, Ferrara, Rivalta, Novara, Porto Torres. Il principale centro di ricerca per la Green Chemistry è situato a Novara all'interno dello storico Centro Ricerche per le Energie Non Convenzionali - Istituto Eni Donegani.
Il 12 settembre 2018 è stato inaugurato un nuovo impianto per la produzione di elastomeri a Ferrara. 
Nel febbraio 2020 Versalis ha annunciato la partecipazione per il 40% di Finproject, per avviare una collaborazione volta allo sviluppo di prodotti innovativi.
Fino a giugno 2016 è stato ritenuto imminente il suo passaggio al fondo SK Capital: in dieci anni, stima La Repubblica, Versalis ha causato ad Eni più di 5,6 miliardi di euro di perdite. Il compratore avrebbe dovuto versare 1,2 miliardi per il 70% della compagnia chimica, ma l'operazione salta perché il piano di SK non rispettava i vincoli di Eni.
La società, pertanto, a partire dal Bilancio Semestrale di Eni al 30 giugno 2016 è stata nuovamente inclusa nel perimetro delle attività aziendali, inquadrata presso la Divisione Refining&Marketing e Chimica.

## Dati economici e finanziari

### 2014
Versalis ha chiuso il 2014 con ricavi pari a 5.3 miliardi di euro a fronte di una produzione di 5.283 migliaia di tonnellate.

### 2015
Versalis ha chiuso il 2015 con ricavi per 4.83 miliardi di euro, Ebit negativo per 1.39 miliardi di euro, perdite per 1.84 miliardi di euro.
Questi dati sono imputabili alla svalutazione di 1.57 miliardi di euro che la società ha dovuto sostenere per adeguarsi al suo reale valore di mercato, in occasione dell' (ormai sfumato) imminente passaggio ad SK Capital.
Gli analisti Eni hanno calcolato che, escludendo queste poste non ricorrenti, per la prima volta dopo 20 anni (considerate anche le esperienze Enichem e Syndial), Versalis ha chiuso l'esercizio con un Ebit dal risultato positivo (308 milioni di euro) e con un utile netto in nero (230 milioni di euro). 
Il motivo di questo risultato è imputabile a:
- chiusura/riconversione di siti in perdita strutturale;
- fermata di linee non competitive;
- ripresa della filiera etilene, polietilene e stirenici (questi ultimi due gonfiati dalla temporanea carenza di offerta, da fermate non programmate di impianti e da minori importazioni, a causa della svalutazione dell’euro).

Per il futuro, Versalis ammodernerà l'impianto di Marghera (fermandolo un anno, investendo 200 milioni), Ferrara (250 milioni), Porto Torres (la jv con Novamont) e investirà sulla collaborazione con Yulex e Pirelli, confermando i piani con Genomatica a Novara.

### 2016
Nel 2016 Versalis ha registrato ricavi per complessivi 4.2 miliardi di euro a fronte di una produzione di 5.646 migliaia di tonnellate.

### 2017
Versalis nel 2017 raggiunge 4.85 miliardi di ricavi e 460 milioni di euro di Ebit, definito il miglior risultato della storia recente Eni.

### 2018
Con una produzione di 9.483 migliaia di tonnellate Versalis ha chiuso il 2018 con ricavi pari a 5.12 miliardi di euro.

### 2019
Nel 2019 Versalis ha registrato ricavi per un totale di 4.12 miliardi di euro a fronte di una produzione di 8.068 migliaia di tonnellate.

### 2020
Nell'anno 2020 Versalis ha registrato un fatturato di circa 3.39 miliardi di euro a fronte di una produzione di 8.073 migliaia di tonnellate.

### 2021
Nell'anno 2021 Versalis ha registrato un fatturato di circa 5.59 miliardi di euro a fronte di una produzione di 8.496 migliaia di tonnellate.

### 2022
Nell'anno 2022 Versalis ha registrato un fatturato di circa 6.21 miliardi di euro a fronte di una produzione di 6.856 migliaia di tonnellate.

### 2023
Nell'anno 2023 Versalis ha registrato un fatturato di circa 4.24 miliardi di euro a fronte di una produzione di 5.663 migliaia di tonnellate.

## Sostenibilità
A febbraio 2016 viene resa nota l'avvenuta prima produzione, nel fermentatore da 200 litri situato a Novara, di bio-butadiene da materie prime totalmente rinnovabili, con il quale è stato prodotto bio-polibutadiene, una gomma interamente bio-based.
Dal 2018 in poi Versalis ha avviato alcune iniziative per integrare le attività di riciclo, in linea con gli obiettivi legati all'economia circolare. 
Il 16 gennaio 2019 aderisce all’Alliance to End Plastic Waste (Aepw), contro la dispersione della plastica nell'ambiente, in particolare quello marino.
Nel novembre 2019 ha presentato presso la Fiera K 2019 a Düsseldorf la linea Versalis Revive®, la prima gamma di prodotti in plastica da riciclo proveniente dalla raccolta differenziata domestica.
Nel febbraio 2020 Versalis annuncia la nascita di Hoop®, il progetto per lo sviluppo di una nuova tecnologia per riciclare chimicamente i rifiuti in plastica.
A marzo 2020 ha aderito alla Circular Plastics Alliance (CPA) per contribuire all'obiettivo europeo di utilizzare 10 milioni di tonnellate di plastica riciclata in nuovi prodotti entro il 2025.
A luglio 2020 Versalis ha avviato la produzione di Invix ®, liquido disinfettante per mani come contributo per l’emergenza sanitaria COVID-19.
Nel novembre 2020, Versalis entra nel mercato dei prodotti per l'agricoltura da fonti rinnovabili avviando una collaborazione con AlphaBio Control, per lo sviluppo di erbicidi e biocidi a base vegetale e biodegradabili, i cui principi attivi sono sviluppati a Porto Torres.
Nel febbraio 2021, Versalis ottiene la certificazione ISCC PLUS per i prodotti realizzati con materie prime sostenibili, da bionafta e da riciclo chimico.

## Fonti
- Bilancio Eni S.p.A. al 31/12/2015
- Bilancio Eni S.p.A. al 30/06/2016
- Bilancio Eni S.p.A. al 31/12/2017